# 571
Năm 571 là một năm trong lịch Julius.

## Sự kiện
Triệu Quang Phục bị Lý Phật Tử cướp ngôi vua. Lý Phật Tử xưng là Hậu Lý Nam Đế.
Vua Tùy là Tùy Vũ Đế đòi Lý Phật Tử phải sang chầu. Lý Phật Tử không sang chầu vua Tùy mà trấn giữ Vạn Xuân. Vua Tùy tiếp theo là Tùy Văn Đế - người con đã kế vị Tùy Vũ Đế - tức giận sai quân đánh Vạn Xuân, quân Tùy bắt được Hậu Lý Nam Đế, giải về Trung Hoa.

## Mất
- Triệu Việt Vương